# ジェレミー・ドッドソン
ジェレミー・ドッドソン（Jeremy Raponi Dodson、1987年8月30日 ‐ ）は、アメリカ合衆国出身で現在はサモア代表として競技する陸上競技選手。専門は短距離走。100mで10秒21、200mで20秒27、室内60mで6秒58の自己ベストを持つ。生まれも育ちもアメリカで、アメリカ代表として2011年の世界選手権やパンアメリカン競技大会に出場した実績を持つが、母親がサモア出身なことからサモア代表として競技することを選択した。

## 経歴

### アメリカ代表時代
2011年6月に全米選手権に出場すると、男子200m準決勝を20秒33（+0.9）の自己ベスト（当時）で突破。決勝では追い風参考記録ながら自己ベストを上回る20秒07（+0.4）をマークし、ウォルター・ディックス（19秒95）、ダービス・パットン（19秒98）に次いで3位に入った。
2011年9月の大邱世界選手権男子200mに出場するも、予選で20秒92（-0.8）の組5着に終わった。
2011年10月のパンアメリカン競技大会男子4×100mリレーで2走を務め、39秒17をマークしての銅メダル獲得に貢献した。
2012年6月の全米選手権男子200mに出場すると2大会連続で決勝に進出。決勝ではまたも追い風参考記録ながら自己ベストを上回る20秒25（+2.3）をマークしたが、6位に終わりロンドンオリンピック出場を逃した。

### サモア代表時代
2014年11月6日からサモア代表として競技することが可能になった。
2015年5月のオセアニア選手権に出場し、サモア代表として主要国際大会デビューを果たした。男子200mは20秒57（+1.6）のサモア新記録（当時）および大会新記録を樹立して金メダルを獲得。男子100mでも10秒36（-0.1）のサモア新記録を樹立したが、Banuve Tabakaucoro（10秒22）に敗れ銀メダルに終わった。
2015年8月の北京世界選手権男子200mに出場すると、予選で20秒31（-0.4）のサモア新記録を樹立し、タイムで拾われて予選を突破。男女通じて世界選手権200mでサモア勢初のセミファイナリストになったが、準決勝は20秒53（-0.2）の組6着に終わった。
2016年8月のオリンピック男子200mでオリンピックデビューを果たすも、20秒51（+0.7）の組5着で予選敗退に終わった。

## 人物・エピソード
- 趣味は映画鑑賞で、大会前にはリラックスするために映画を見る。お気に入りの作品はフォレスト・ガンプ[11]。

## 自己ベスト
記録欄の（　）内の数字は風速（m/s）で、+は追い風、-は向かい風を意味する。
| 種目 | 記録           | 年月日        | 場所                     | 備考           |
| 屋外 | 屋外           | 屋外          | 屋外                     | 屋外           |
| ---- | -------------- | ------------- | ------------------------ | -------------- |
| 100m | 10秒21 (+0.7)  | 2016年5月21日 | フェニックス             | サモア記録     |
| 100m | 10秒00w (+4.5) | 2013年3月30日 | フォート・コリンズ       | 追い風参考記録 |
| 200m | 20秒27A (+1.6) | 2014年6月1日  | グリーンウッド・ビレッジ | 高地記録       |
| 200m | 20秒07w (+2.4) | 2011年6月26日 | ユージーン               | 追い風参考記録 |
| 400m | 46秒91         | 2005年6月19日 | オーロラ                 |                |
| 室内 |                |               |                          |                |
| 60m  | 6秒58          | 2013年3月3日  | アルバカーキ             |                |
| 200m | 20秒95         | 2009年2月28日 | カレッジステーション     |                |

### その他サモア記録
| 種目 | 記録          | 年月日        | 場所             | 備考     |
| 屋外 | 屋外          | 屋外          | 屋外             | 屋外     |
| ---- | ------------- | ------------- | ---------------- | -------- |
| 200m | 20秒31 (-0.4) | 2015年8月25日 | 北京             |          |
| 室内 |               |               |                  |          |
| 60m  | 6秒69A        | 2016年1月30日 | フラッグスタッフ | 高地記録 |

## 主要大会成績
備考欄の記録は当時のもの
| 年             | 大会                        | 場所             | 種目           | 結果           | 記録           | 備考                |
| アメリカ合衆国 | アメリカ合衆国              | アメリカ合衆国   | アメリカ合衆国 | アメリカ合衆国 | アメリカ合衆国 | アメリカ合衆国      |
| -------------- | --------------------------- | ---------------- | -------------- | -------------- | -------------- | ------------------- |
| 2011           | 世界選手権                  | 大邱             | 200m           | 予選           | 20秒92 (-0.8)  |                     |
| 2011           | パンアメリカン競技大会 (en) | グアダラハラ     | 4x100mR        | 3位            | 39秒17 (2走)   |                     |
| サモア         |                             |                  |                |                |                |                     |
| 2015           | オセアニア選手権 (en)       | ケアンズ         | 100m           | 2位            | 10秒36 (-0.1)  | サモア記録          |
| 2015           | オセアニア選手権 (en)       | ケアンズ         | 200m           | 優勝           | 20秒57 (+1.6)  | 大会記録 サモア記録 |
| 2015           | オセアニア選手権 (en)       | ケアンズ         | 4x100mR        | 4位            | 42秒37 (4走)   |                     |
| 2015           | 世界選手権                  | 北京             | 200m           | 準決勝         | 20秒53 (-0.2)  |                     |
| 2016           | 世界室内選手権              | ポートランド     | 60m            | 予選           | 6秒76          |                     |
| 2016           | オリンピック                | リオデジャネイロ | 200m           | 予選           | 20秒51 (+0.7)  |                     |
| 2017           | オセアニア選手権 (en)       | スバ             | 100m           | 優勝           | 10秒86 (-2.4)  |                     |
| 2017           | オセアニア選手権 (en)       | スバ             | 200m           | 優勝           | 20秒80 (-1.3)  |                     |
| 2017           | オセアニア選手権 (en)       | スバ             | 4x100mR        | 3位            | 41秒88 (4走)   |                     |
| 2017           | 世界選手権                  | ロンドン         | 100m           | 予選           | 10秒52 (-0.2)  |                     |
| 2017           | 世界選手権                  | ロンドン         | 200m           | 予選           | 20秒81 (-0.6)  |                     |
| 2017           | アジアインドアゲームズ (en) | アシガバート     | 60m            | 準決勝         | 6秒86          |                     |
| 2018           | 英連邦競技大会 (en)         | ゴールドコースト | 100m           | 予選           | 15秒47 (-1.4)  |                     |
| 2018           | 英連邦競技大会 (en)         | ゴールドコースト | 200m           | 予選           | DNF            |                     |